# ابوالقاسم (فرماندار سلجوقی ایزنیک)
ابوالقاسم (به ترکی استانبولی: Ebu'l-Kasım) فرماندار ایزنیک پایتخت سلجوقیان از سال ۱۰۸۴ تا ۱۰۹۲ بود.

او توسط سلیمان یکم به این منصب رسید و پس از مرگ سلیمان در سال ۱۰۸۶ خود را سلطان معرفی کرد. اقتدار او در مناطق بیتینی و کاپادوچیا جایی که برادرش حکومت می‌کرد، محدود بود. بسیاری از سرزمین آناتولی به صورت مستقل اداره می‌شد. با توجه به در دست داشتن کنترل سواحلی در دریای مرمره ابوالقاسم تصمیم به تشکیل یک نیروی درایی برای به چالش کشیدن نیروی دریایی روم شرقی در کیوس (شهر باستانی) کرد. آلکسیوس یکم امچراتور روم شرقی دو تن از فرماندهان خود را برای مقابله با ابوالقاسم فرستاد. ارتش ابوالقاسم شکست خورد و با توجه به نتیجه آتش‌بس مجبور به عقب‌نشینی از ایزنیک شد.